# Hed P.E.
Gli Hed P.E. (reso graficamente come (həd)p.e. e precedentemente conosciuti come (həd) Planet Earth) sono un gruppo musicale rap metal statunitense, formatosi ad Huntington Beach nel 1994.
A luglio 2004 è stimato che il gruppo abbia venduto oltre 700 000 copie dei loro dischi in tutto il mondo.

## Storia del gruppo

### Primi anni e debutto (1994-1999)
Il gruppo fu fondato nel 1994 dal cantante e rapper Jared Gomes, noto anche come "M.C.U.D." (MC Underdog), e dal chitarrista Wes Geer, diventati amici ad Orange County, nella scena hardcore punk locale. Gomes e Geer assunsero il secondo chitarrista Chizad, il bassista Mawk, il batterista B.C. Vaught e DJ Product © 1969. Scelsero inizialmente il nome "Hed", abbreviazione di "higher education", ovvero istruzione superiore. Conseguirono un notevole seguito sotterraneo grazie a significative esibizioni in locali rock della zona, e si concessero la possibilità di registrare e pubblicare l'extended play Church of Realities. Alcune questioni legali costrinsero gli Hed a cambiare nome, aggiungendo "PE", abbreviazione "Planetary Evolution (e poi di planet earth)".
Gli Hed PE firmarono per la Jive Records, per cui pubblicarono l'album di debutto omonimo nel 1997. In una sua recensione, Steve Huey di AllMusic scrisse "Nonostante momenti piani e privi di obiettivi [...], l'album rappresenta un importante punto di forza della scena metal e punk della seconda metà degli anni novanta." A causa dei termini contrattuali con l'etichetta, ma anche delle scarse vendite dell'album, il gruppo scoprì di non essere in grado di compensare i finanziamenti a loro concessi dalla Jive. Gomes dichiarò al riguardo: "Avevamo una visione romantica dell'industria musicale, e credevamo che sarebbe stato innovativo e accattivante essere un gruppo punk alle dipendenze di un'etichetta rap. Riuscimmo a realizzare questo sogno, ma fu probabilmente la nostra peggiore esperienza. [...] Abbiamo ricevuto offerte da altre etichette, compresa la Sony, ma le abbiamo rifiutate a favore di quelle di Jive, decisamente più consistenti."

### BrokeeBlackout(2000-2004)
Il 6 giugno 2000 gli Hed PE apparvero nell'album tributo Nativity in Black II, con una reinterpretazione dei Black Sabbath, "Sabbra Cadabra". Il 22 agosto dello stesso anno pubblicarono il loro secondo album in studio, Broke. Il disco raggiunse la posizione numero 63 della classifica Billboard 200, e il singolo di lancio Bartender raggiunse la posizione numero 23 della Mainstream Airplay e la numero 27 della Alternative Airplay. Jason Taylor, critico di AllMusic, scrisse: "Broke non è stato in grado di affermarsi nei grandi circuiti commerciali, e nonostante l'allontanamento dallo stile del primo album, offre più spunti interessanti rispetto ad altri dischi rap rock pubblicati negli ultimi anni." Il disco ebbe però anche critiche negative, e in alcune recensioni fu accusato di misoginia.
Il 27 ottobre 2000 Gomes fu arrestato per possesso di marijuana, durante un'esibizione col suo gruppo a Waterbury, Connecticut. Andò in seguito in libertà provvisoria, con una cauzione di 1500 dollari.
Nel 2001 gli Hed PE si esibirono all'edizione dell'epoca dell'Ozzfest, a fianco di Korn, Static-X e System of a Down. Nello stesso anno girarono un video per il singolo "Killing Time", secondo estratto da Broke, per promuovere il film 3000 Miles to Graceland, che comprendeva il brano nella colonna sonora.
Il 18 marzo 2003 il gruppo pubblicò il terzo album in studio Blackout, che raggiunse la posizione numero 33 della Billboard 200; l'omonimo brano raggiunse la posizione numero 21 della Mainstream Airplay e la 32 della Alternative Airplay. Johnny Loftus di AllMusic scrisse: «Oltre all'introduzione di elementi melodici, che in precedenza svolgevano ruoli di accompagnamento, Blackout propone anche una sezione ritmica e strumentale più accentuata. Nonostante la mancanza di una produzione importante, il gruppo è riuscito a fondere il rap rock degli esordi con parentesi più vicine al rock vero e proprio». All'inizio del 2004 si unì al gruppo il nuovo chitarrista Jaxon.

### Only in Amerika(2004)
Gli Hed PE abbandonarono la Jive Records, e il 19 ottobre 2004 pubblicarono il loro quarto album in studio, Only in Amerika, per conto della Koch Records. Il disco esordì alla ventesima posizione della classifica Top Independent Albums, e alla 186 di Billboard 200. Johnny Loftus recensì l'album scrivendo: "Ha tutta l'aria di essere un megafono contro il conservatorismo nordamericano, ma la retorica del cantante è troppo confusa e derisoria per poter innescare rabbia, e la musica – nonostante alcuni momenti esplosivi – è a dir poco farneticante."

### Suburban Noize Records (2006–2010)
Nel 2006 gli Hed PE firmarono per la Suburban Noize Records, per cui registrarono e pubblicarono il quinto album in studio Back 2 Base X. Il disco rappresentava un tentativo del gruppo di riallacciarsi alle loro origini stilistiche, e non aveva un notevole apporto di registrazione, a differenza dei lavori precedenti. L'album fu pubblicato il 6 giugno 2006, lo stesso giorno di uscita della raccolta The Best of (həd) Planet Earth, prodotta da Jive Records ma non autorizzata dagli interpreti originali. Back 2 Base X esordì alla dodicesima posizione della classifica  Independent Albums, e alla 154 di Billboard 200. Rob Theakston, critico di Allmusic, scrisse: "Back 2 Base X ha gli stessi difetti di Amerika: vorrebbe essere concettuale come i lavori dei Tool ma anche politicizzato come i lavori dei Fugazi e dei System of a Down, ma sembra solo una raccolta di frasi improvvisate di un tossico. Non avrà un seguito significativo, ma i fan del gruppo della prima ora dovranno anche dimenticare la rabbia crossover degli inizi."
Il 26 giugno 2007 il gruppo ha pubblicato il sesto album in studio, Insomnia. Ha debuttato alla sedicesima posizione della classifica Independent Albums chart, e alla 138 di Billboard 200. Il singolo "Suffa" fu uno dei più ascoltati sul programma Hard Attack di Sirius Satellite Radio, e il suo video musicale fu uno dei primi  10 più seguiti su MTV, nel programma Headbangers Ball. Nel 2008 il gruppo pubblicò il suo primo album dal vivo, The D.I.Y. Guys. Il 20 dicembre dello stesso anno gli Hed PE pubblicarono il loro nuovo singolo "Renegade", col batterista Christopher Hendrich, apparso anche nel relativo video musicale. Il 13 gennaio 2009 il gruppo pubblicò il suo settimo album in studio, New World Orphans, in tre versioni differenti, ognuna delle quali con una propria lista di tracce bonus. Nel 2009 si unì al gruppo il nuovo batterista Trauma, e il 26 ottobre dell'anno successivo uscì il nuovo album in studio Truth Rising, a cui la stampa specializzata dedicò critiche miste. Fu l'ultimo album pubblicato per Suburban Noize, che il cantante accusò  di essere "implosa" intorno al 2010, lasciando il gruppo senza etichetta per quattro anni consecutivi.

### EvolutioneForever!(2014–2019)
Gli Hed PE firmarono in seguito per Pavement Music. In un'intervista del 2012, il cantante Jared Gomes parlò di un nuovo album intitolato Ascension, del quale aveva appena completato la registrazione, e che sarebbe stato pubblicato entro metà del 2014. Verso la fine del 2013, DJ Product lasciò il gruppo senza motivo apparente. Il 1 gennaio 2014 Gomes dichiarò sulla pagina Facebook del gruppo che, entro qualche mese, avrebbe pubblicato un nuovo album intitolato "Evolution".
Il 13 febbraio 2014 il gruppo annunciò ufficialmente su Facebook l'uscita del nuovo album Evolution, poi pubblicato il 22 luglio dello stesso anno. Il gruppo pubblicò su Facebook anche un preannuncio del loro nuovo stile musicale, rappresentato dalla traccia "One More Body".
Nel 2015 sono usciti dal gruppo il chitarrista Jaxon Benge e il bassista Mark Young, sostituiti rispettivamente da Greg "Gregzilla" Harrison e Kurt "Kid Bass" Blankenship, rendendo Jared Gomes l'unico membro rimasto della formazione originale.

### Stampede!eClass of 2020(2019–presente)
Il 21 giugno 2019 il gruppo ha pubblicato il nuovo album in studio Stampede!, formato da 10 tracce e contraddistinto dall'allontanamento dalle sonorità dei lavori precedenti, con l'ampio uso di auto-tune in molti brani. Nell'agosto dell'anno successivo gli Hed PE hanno pubblicato l'album Class of 2020, che invece presenta uno stile molto vicino al G-Punk dei loro primi anni di carriera, seguito nel 2021 da Sandmine e nel 2022 da Califas Worldwide.

## Stile musicale
Gli Hed P.E. suonano un genere definito da loro stessi «G-punk» e la loro musica è considerata «schizoide». Nei loro brani fondono elementi di hip hop, reggae, ska, hard rock, punk rock ed heavy metal, e in alcuni casi incorporano anche elementi di blues, funk e jazz, contrapponendosi alla tecnica vocale usata da Jared Gomes, che comprende rapping, screaming e growl.
Il secondo album in studio Broke incorpora influenze classic rock e world music, mentre il seguito Back 2 Base X presenta riferimenti alle sonorità punk rock dei Sex Pistols e dei The Clash, e Insomnia denota ispirazioni da parte di gruppi thrash metal come gli Slayer.
I loro testi tendono a parlare di uguaglianza sociale, la presunta esistenza di extraterrestri, la critica alla religione, teorie contro i complotti collegati al terrorismo, l'uso di cannabis e la sessualità. Gomes ha espresso anche sostegno nei confronti di politici statunitensi associati al liberalismo sociale, tra cui Nancy Pelosi e l'ex presidente Barack Obama. Nel brano del 2004 Only in Amerika, il cantante e rapper ha anche espresso sostegno nei confronti del nazionalismo e ha anche criticato gli attentati dell'11 settembre 2001.
Il gruppo cita come propri ispiratori Beastie Boys, Black Sabbath, Bob Marley, Led Zeppelin, Nine Inch Nails, The Notorious B.I.G. e Rage Against the Machine.

## Formazione
Attuale
- Jared Gomes – voce (1994–presente)
- Jaxon – chitarra (2004–presente)
- Mawk (Mark Young) – basso (1994–presente)
- Tanseer (DON) – tastiera (2012–presente)
- Trauma – batteria (2009–presente)
- DJ Product – giradischi (1994–presente)

Ex componenti
- The Finger – tastiera (1994–1996)
- Chizad – chitarra (1994–2002)
- Wesstyle – chitarra (1994–2003)
- B.C. Vaught – batteria (1994–2003)
- Sonny Mayo – chitarra (2002–2003)
- Christopher Hendrich – batteria (2004)
- Mark "Moke" Bistany – batteria (2004–2006)
- Devin Lebsack – batteria (2006–2007)
- Tiny Bubz – batteria (2007–2008)

## Discografia

### Album in studio
- 1997 – Hed PE
- 2000 – Broke
- 2003 – Blackout
- 2005 – Only in Amerika
- 2006 – Back 2 Base X
- 2007 – Insomnia
- 2009 – New World Orphans
- 2010 – Truth Rising
- 2014 – Evolution
- 2016 – Forever!
- 2019 – Stampede
- 2020 – Class of 2020
- 2022 – Califas Worldwide

### Album dal vivo
- 2008 – The D.I.Y. Guys

### Raccolte
- 2006 – The Best of Hed Planet Earth
- 2010 – Major Pain 2 Indee Freedom: The Best of Hed P.E.

### EP
- 1995 – Church of Realities
- 1998 – Serpent Boy EP
- 2004 – Only in Amerika EP
- 2009 – (truth) EP

### Singoli
- 1997 – Ground
- 1998 – Serpent Boy
- 2000 – Bartender
- 2001 – Killing Time
- 2001 – The Meadow
- 2003 – Blackout
- 2003 – Other Side
- 2005 – Represent
- 2006 – Get Ready
- 2006 – Beware Do We Go
- 2007 – Suffa
- 2007 – Comeova2nite (con Roscoe)
- 2009 – Renegade
- 2009 – Here and Now
- 2010 – No Rest 4 da Wicked
- 2010 – Stand Up (con Lajon Witherspoon)

## Videografia

### Video musicali
| Anno | Titolo                 | Regista                       |
| ---- | ---------------------- | ----------------------------- |
| 1997 | Ground                 | Ghetto Fabulous               |
| 2000 | Bartender              | Marc Klasfeld                 |
| 2001 | Killing Time           | Demian Rami Lichteinstein     |
| 2001 | The Meadow             | Chizad                        |
| 2003 | Blackout               | Vem and Tony                  |
| 2005 | Represent              | Dale Resteghini               |
| 2006 | Get Ready              | Subnoize                      |
| 2007 | Suffa                  | Devin DeHaven                 |
| 2008 | Ordo (Ab Chao)         | Devin DeHaven                 |
| 2008 | Renegade               | Chad Archibald, Philip Carrer |
| 2009 | Here and Now           | Dale Resteghini               |
| 2010 | No Rest for the Wicked | Joey Nugene                   |
| 2011 | Truth Rising           | Joey Nugene                   |
| 2011 | It's All Over          | Joey Nugene                   |